# Partidul Nostru
Partidul Nostru este un partid politic pro-moldovenesc din Republica Moldova, precedat de Partidul Popular Republican (PPR). Președintele partidului este omul de afaceri Renato Usatîi.

## Scurt istoric
Partidul Nostru s-a constituit la data de 20 mai 1994. Inițial, denumirea formațiunii era Partidul Țărănesc Creștin Democrat din Moldova (PȚCDM). Conferința de constituire a PȚCDM a aprobat Programul și Statutul partidului și l-a ales pe Vladimir Reus în funcția de președinte al formațiunii.
La 26 iunie 2004, a fost convocată Conferința a V-a Națională a PȚCDM, care a ales un nou președinte al partidului, pe fostul prim-viceprim-ministru Nicolae Andronic. Tot la Conferința a V-a s-a decis elaborarea unui nou program al partidului, la baza căruia vor fi puse tezele manifestului conservatorist “Credință, Muncă și Capital, Familie și Țară”.
PȚCDM a participat la alegerile parlamentare anticipate din 2001, fără a depăși pragul de reprezentativitate de 6%. 
Conferința a IV-a din 28 mai 2005 a adoptat decizia de modificare a denumirii formațiunii în Partidul Popular Republican (PPR) și a adoptat statutul și programul partidului.
Pe 13 aprilie 2014 a avut loc un congres al partidului, în cadrul căruia Nicolae Andronic i-a cedat formațiunea lui Renato Usatîi, și Partidul Popular Republican a fost redenumit în „Partidul Nostru”. Pe 10 iunie 2014 Ministerul Justiției a respins înregistrarea modificărilor la statutul Partidului Popular Republican invocând nereguli în procedura convocării congresului.
Pe 8 februarie 2015 a avut loc Congresul al IV-lea repetat al Partidului Popular Republican, în cadrul căruia a fost ales președintele formațiunii și aprobată decizia de modificare a denumirii partidului în “Partidul Nostru”, dar și a statutului și programului politic al formațiunii, prin votul unanim al celor 97 de delegați prezenți la congres. Au fost repetate toate acțiunile de la congresul din anul precedent, ținând cont de formalități; astfel Renato Usatîi a fost ales președinte al Partidului Nostru, la propunerea lui Nicolae Andronic, fostul președinte al partidului, care a menționat că se retrage din funcție și nu va mai candida pentru un nou mandat. Renato Usatîi, refugiat la Moscova în acea perioadă, a lipsit în persoană de la congres, însă a ținut un speech prin intermediul unei conferințe prin skype.
La prima ședință a Consiliului Național Politic al Partidului Nostru vicepreședinți ai partidului au fost aleși Ilian Cașu, Elena Panuș și Nicolai Țipovici.
La 27 februarie 2015 Ministerul Justiției a aprobat decizia de înregistrare a statutului în redacție nouă a Partidului politic „Partidul Nostru” și alegerea lui Renato Usatîi drept președinte al formațiunii, decizie aprobată la congresul formațiunii. Informația a fost introdusă în Registrul de Stat al Organizațiilor necomerciale.
La alegerile locale din 2015 din Republica Moldova „Partidul Nostru” a câștigat funcția de primar în 43 de localități, dintre care și zece orașe: Drochia (79,64%), Glodeni (71,05%), Florești (57,48%), Dondușeni (67,62%), Fălești (79,64%), Șoldănești (56,98%), Basarabeasca (61,70%), Vulcănești (59,37), Comrat (55,39%), Ceadîr-Lunga (55,48%). Cele mai bune rezultate partidul a avut în municipiul Bălți (65,04%), raionul Fălești (28,51%) și raionul Drochia (22,66%), iar cele mai proaste în raionul Călărași (2,24%), raionul Criuleni (2,68%) și raionul Telenești (2,71%).

## Doctrina
Conform statutului, partidul se declară de centru și moldovenist.

## Conducerea

### Consiliul Național
Componența Consiliului Național este:
- Renato Usatîi, președinte, fost primar al municipiului Bălți
- Nicolai Țipovici
- Elena Grițco, consilier municipal în C.M. Bălți
- Nina Cereteu, primar al orașului Drochia
- Eduard Pleșca, consilier municipal în C.M. Bălți
- Stela Onuțu, primar al orașului Glodeni
- Victor Bogatico, primar al orașului Rîșcani
- Roman Ciubaciuc, primar al orașului Cantemir
- Alexandr Severin, primar al orașului Fălești
- Ala Frunza
- Livia Ojovan
- Maria Carp
- Nicolae Margarint
- Alexandr Soloviov
- Daniel Grițac

### Alți membri notabili
- Alexandr Petkov, primar al municipiului Bălți (din 2023), ex-deputat în Parlamentul Republicii Moldova
- Victoria Cazacu, deputat în Parlamentul Republicii Moldova[16]

## Rezultate electorale

### Alegeri prezidențiale
| Alegeri | Candidat           | Primul tur | Primul tur | Al doilea tur              | Al doilea tur              | Rezultat  |
| Alegeri | Candidat           | Voturi     | %          | Voturi                     | %                          | Rezultat  |
| ------- | ------------------ | ---------- | ---------- | -------------------------- | -------------------------- | --------- |
| 2016    | Dumitru Ciubașenco | 85.466     | 6,03%      | l-a susținut pe Igor Dodon | l-a susținut pe Igor Dodon | A pierdut |
| 2020    | Renato Usatîi      | 227.938    | 16,90%     | a susținut-o pe Maia Sandu | a susținut-o pe Maia Sandu | A pierdut |
| 2024    | Renato Usatîi      | 213.169    | 13,79%     | nu a susținut pe nimeni    | nu a susținut pe nimeni    | A pierdut |

### Alegeri parlamentare
| Anul alegerilor | voturi          | % din voturi    | mandate obținute                           | +/-             |
| --------------- | --------------- | --------------- | ------------------------------------------ | --------------- |
| 1998            | 315.206         | 19.42           | 2 / 101                                    |                 |
| 2001            | 4.288           | 0.27            | 0 / 101                                    | ▼ 2             |
| 2005            | 21.365          | 1.37            | 0 / 101                                    | ▬               |
| aprilie 2009    | nu a participat | nu a participat | nu a participat                            | nu a participat |
| iulie 2009      | nu a participat | nu a participat | nu a participat                            | nu a participat |
| 2010            | 1.997           | 0.12            | 0 / 101                                    |                 |
| 2014            | nu a participat | nu a participat | nu a participat                            | nu a participat |
| 2019            | 41.746          | 2.95            | 0 / 101                                    | ▬               |
| 2021            | 60.100          | 4.10            | 0 / 101 (Blocul electoral „Renato Usatîi”) | ▬               |

### Alegeri locale

#### Consilii raionale și municipale
| Anul alegerilor | voturi          | % din voturi    | mandate obținute | +/-             |
| --------------- | --------------- | --------------- | ---------------- | --------------- |
| 1995            | 230.775         | 19,67           | 252 / 1263       |                 |
| 1999            | nu a participat | nu a participat | nu a participat  | nu a participat |
| 2003            | nu a participat | nu a participat | nu a participat  | nu a participat |
| 2007            | 36.617          | 3,18            | 27 / 1120        |                 |
| 2011            | 5.230           | 0,38            | 2 / 1120         | ▼ 25            |
| 2015            | 143.387         | 11,15           | 135 / 1116       | ▲ 133           |
| 2019            | 48.772          | 4,54            | 51 / 1108        | ▼ 84            |
| 2023            |                 |                 | 44 / 1086        | ▼ 7             |

#### Consilii orășenești și sătești
| Anul alegerilor | voturi          | % din voturi    | mandate obținute | +/-             |
| --------------- | --------------- | --------------- | ---------------- | --------------- |
| 1995            | 238.271         | 21,43           | 2333 / 10597     |                 |
| 1999            | nu a participat | nu a participat | nu a participat  | nu a participat |
| 2003            | nu a participat | nu a participat | nu a participat  | nu a participat |
| 2007            | 30.220          | 2.99            | 272 / 10621      |                 |
| 2011            | 6.919           | 0,62            | 39 / 10630       | ▼ 233           |
| 2015            | 87.090          | 8,20            | 784 / 10570      | ▲ 745           |
| 2019            | 27.997          | 3,03            | 248 / 10499      | ▼ 536           |
| 2023            |                 |                 | 188 / 9972       | ▼ 60            |

#### Primari
| Anul alegerilor | primari         | % din total     | mandate obținute | +/-             |
| --------------- | --------------- | --------------- | ---------------- | --------------- |
| 1995            | 83              | 10,36           | 83 / 803         |                 |
| 1999            | nu a participat | nu a participat | nu a participat  | nu a participat |
| 2003            | nu a participat | nu a participat | nu a participat  | nu a participat |
| 2007            | 19              | 2,12            | 19 / 895         |                 |
| 2011            | 1               | 0,11            | 1 / 895          | ▼ 18            |
| 2015            | 43              | 4,80            | 43 / 898         | ▲ 42            |
| 2019            | 24              | 2,67            | 24 / 894         | ▼ 18            |
| 2023            | 17              | 1,90            | 17 / 898         | ▼ 7             |

Locale 1995
Parlamentare 1998
Locale 2015
Prezidențiale 2016 (turul I)
Prezidențiale 2020 (turul I)
Prezidențiale 2024 (turul I)

## Legături externe
- Partidul politic “Partidul Nostru” (PN)